# Johann Vogel
|  | Per a altres significats, vegeu «Johann Christoph Vogel». |

Johann Vogel (nascut a Ginebra el 8 de març del 1977) és un exfutbolista professional suís que jugava com a migcampista. Va jugar a Espanya al Reial Betis.
Va ser 94 cops internacional amb Suïssa.